# Leonaedoeus
Leonaedoeus is een kevergeslacht uit de familie van de boktorren (Cerambycidae). De wetenschappelijke naam van het geslacht werd voor het eerst geldig gepubliceerd in 2011 door Villiers, Quentin & Vives.

## Soorten
Leonaedoeus omvat de volgende soorten:
- Leonaedoeus armatus Villiers, Quentin & Vives, 2011
- Leonaedoeus concolor (Fairmaire, 1897)
- Leonaedoeus thoracicus (Fairmaire, 1902)
- Leonaedoeus vadoni Villiers, Quentin & Vives, 2011